# Konstantin und Doruntina
Konstantin und Doruntina (albanisch Kostandini dhe Doruntina) oder Konstantins Besa (albanisch Besa e Kostandinit) ist eine albanische Ballade und Legende. Die Legende gehört zum bestbekannten Volkstum der Albaner. Sie wurde zudem als Prosa von modernen Autoren aufgenommen:
- Ein Roman von Ismail Kadare aus dem Jahr 1980 trägt den Titel Doruntinas Heimkehr (albanisch Kush e solli Doruntinën?).
- Als Theaterstück mit dem gleichen Titel, basierend auf Kadares Roman, 1988 vom albanischen Nationaltheater in einer Version von Edmond Budina und Pirro Mani inszeniert.[2]

Kadares Rezeption hat weiter zur Bekanntheit der Legende beigetragen;  durch die Übersetzung seines Werks in rund ein Dutzend Sprachen wurde die Geschichte zudem auch weit über den albanischen Kulturraum hinaus verbreitet. Kadere hatte die Legende Konstantin und Doruntina schon früher verarbeitet: In seiner bereits 1972 verfassten Erzählung Die Dämmerung der Steppengötter  trägt der Ich-Erzähler die Legende vor.

## Handlung
Doruntina ist unter – je nach Fassung – zehn oder 13 Geschwistern das einzige Mädchen. Als ein Prinz aus einem fremden Land um ihre Hand bittet, will sie niemand aus der Familie in die Ferne ziehen lassen. Nur Konstantin, der jüngste von Doruntinas zwölf Brüdern, möchte sie glücklich machen und verspricht seiner Mutter, dass er Doruntina nach Hause bringe, wann immer die Mutter es wünsche. Konstantins Versprechen bewegt die Mutter, der Heirat schließlich doch zuzustimmen.
Alle zwölf Brüder stimmen der Hochzeit zu, fallen aber kurz danach in einem Gefecht. Die Mutter ist untröstlich, alle ihre Kinder verloren zu haben und auch ihre Tochter im Alter nicht bei ihr zu haben. Ihre Trauer ist unerträglich groß. Voller Pathos und Verdruss beklagt sie ihr Leid. Aus Zorn verflucht sie sogar ihren toten Sohn Konstantin, der ein Versprechen gemacht hat, das er nicht halten kann.
Durch den Fluch aufersteht Konstantin von den Toten und bringt Doruntina zurück, da durch die Mutter verflucht zu werden auch nach dem Tod schlimmer als sonst irgendetwas ist. Doruntina weiß nichts vom Tod ihrer Brüder. Konstantin sagt ihr, dass sie umgehend mit ihm kommen müsse und bringt sie über Nacht auf seinem Pferd nach Hause. Die Schwester bemerkt seine Müdigkeit und dass er voll Staub ist, aber er begründet dies mit der langen Reise. Sie merkt nicht, dass Konstantin schon tot ist. Als sie zu Hause ankommen, setzt er sie an der Tür ab und meint, er müsse noch zur Kirche gehen. In Wirklichkeit kehrt er zu seinem Grab zurück.
Erst nachdem die Mutter sie aufklärte, realisiert Doruntina, dass sie von ihrem toten Bruder nach Hause gebracht wurde. Die Frauen sind schockiert darüber, dass Konstantin vom Grab auferstanden ist.

## Botschaft
Die Geschichte illustriert einerseits die Treue der Albaner zum versprochenen Wort: Die Albaner würden sogar von den Toten auferstehen, um die Besa, ihr Ehrenwort, einzuhalten. Konstantin und Doruntina unterstreichen die allumfassende Geltung des ungeschriebenen albanischen Gewohnheitsrechts (Kanun) in allen Bereichen der Gesellschaft und Moral. Auch das Element des Glaubens, das in vielen albanischen Legenden verbreitet ist, wird hier aufgegriffen, und viele andere Themen, die in den legendären Heldenlieder der Albaner verbreitet sind, wie Bruder-Schwester-Liebe, der Tod des Helden und der Totenritt kommen vor.
Die Moral der Geschichte greift das Lenore-Motiv auf und beinhaltet eine Warnung vor der Sünde der Gotteslästerung (Blasphemie). Das Motiv taucht auch bei anderen Völkern des Balkans auf. Die ursprünglich byzantinische Fassung wird auch als Appell gegen Exogamie angesehen.

## Verbreitung und Versionen
Die Legende ist überall verbreitet, wo Albanisch gesprochen wird.
Doruntina wird zum Teil auch Dhoqina genannt – so in einer Version der Çamen aus Margariti überliefert –, während Konstantin in Nordalbanien auch Halil Garria und bei mittelalbanischen Muslimen Ymer Aga, Ali und Hysen i vogël genannt wird. Bei den Arbëresh wird Doruntina als Garantina und Fjoruntina bezeichnet.
Kadares denkt – basierend auf Passagen in vielen seiner Bücher – aufgrund des Auferstehungsmotivs, dass die Legende vorchristlich sei. Anhand des Vergleichs der italoalbanischen Balladen Der kleine Konstantin und Konstantin und Gerentina mit albanischen Varianten zeigten Forscher auf, wie Elemente und Motive unter dem Einfluss der Osmanen verlorengegangen sind.

### Kadares Rezeption
Kadares Version Kush e solli Doruntinën? und das Theaterstück sind deutlich komplizierter und beinhalten einen Ermittler des Todes namens Stres, der auch als Erzähler fungiert. Dadurch werden sie zur „Mischung aus Kriminal- und Gespenstergeschichte“ (Michael Kleeberg). Er analysiert alle Möglichkeiten dieses merkwürdigen Phänomens, da niemand an die Auferstehung des Toten glauben möchte. Doruntina behauptet aber, in einer einzigen Nacht mit Konstantin aus Böhmen zurück nach Albanien geritten zu sein. Über den Schock der Ereignisse sterben beide Frauen. Nach vielen Befragungen zahlreicher Personen kommt Stres zum Schluss, dass die Besa, das Ehrenwort, menschliches Leben und den Tod überwinden kann.
Kadares Erzählung wird als – in der atheistischen Volksrepublik Albanien –  systemkonforme Religionskritik gedeutet. Gleichzeitig wird vom Autor „die Besa als ‚Ersatzreligion‘ mit hohem nationalen, moralischen Wert eingeführt“ (Stephanie Schwandner-Sievers).